# NGC 4773
NGC 4773 é uma galáxia elíptica na direção da constelação de Virgo. O objeto foi descoberto pelo astrônomo William Herschel em 1786, usando um telescópio refletor com abertura de 18,7 polegadas. Devido a sua moderada magnitude aparente (+13,9), é visível apenas com telescópios amadores ou com equipamentos superiores.